# 谢道昕
谢道昕（1963年1月—），湖南新邵人，中国植物分子生物学家，清华大学生命科学学院教授，教育部长江学者特聘教授。2019年当选为中国科学院院士。

## 生平
1983年毕业于湖南农学院，获学士学位。1990年毕业于中国农业科学院研究生院，并获博士学位。